# Alice Sabatini
Alice Sabatini, född 12 oktober 1996 i Montalto di Castro i Viterbo, är en italiensk basketspelare och fotomodell som 2015 korades till Miss Italien.
Hon är professionell basketspelare i laget Santa Marinella Basket.